# Israel Ekman
Israel Nilsson Ekman, född den 31 december 1696 i Ljungby socken, Kalmar län, död den 24 maj 1770 på Sålla i Sjögestads socken, Östergötlands län, var en svensk sjömilitär. Han var far till Nils Adolph af Ekenstam.
Ekman blev antagen vid amiralitetet 1713. Han var i engelsk sjötjänst under 13 år. Ekman blev kapten vid svenska amiralitetet 1746, kommendörkapten där 1754 och kommendör 1765. Han beviljades avsked 1766. Ekman blev riddare av Svärdsorden 1759.